# ماری-جوزف پیر
ماری-جوزف پیر (انگلیسی: Marie-Joseph Peyre؛ 1730 – ۳۰ اوت ۱۷۸۵) معمار اهل فرانسه بود.
وی همچنین برندهٔ جوایزی همچون جایزه بزرگ رم شده‌است.